# Sarzedo (ort)
Sarzedo är en ort i Brasilien.   Den ligger i kommunen Sarzedo och delstaten Minas Gerais, i den sydöstra delen av landet, 600 km sydost om huvudstaden Brasília. Sarzedo ligger 795 meter över havet och antalet invånare är 20 798.
Terrängen runt Sarzedo är platt åt nordväst, men åt sydost är den kuperad. Runt Sarzedo är det mycket tätbefolkat, med 1 135 invånare per kvadratkilometer.. Närmaste större samhälle är Contagem, 14,9 km nordost om Sarzedo.
Runt Sarzedo är det i huvudsak tätbebyggt.